# Evgeniia Frolkina
Evgeniia Eduardovna Frolkina (russo:  Евгения Эдуардовна Фролкина; IPA: [ɪ̯ɪvˈɡʲenʲɪɪ̯ə ˈfroɫkʲɪnə]; 28 de julho de 1997) é uma jogadora russa de basquete profissional que atualmente joga pelo Dynamo Kursk da Premier League Russa.
Ela conquistou a medalha de prata nos Jogos Olímpicos de Verão de 2020 na disputa 3x3 feminino com a equipe do Comitê Olímpico Russo, ao lado de Olga Frolkina, Yulia Kozik e Anastasia Logunova.